# Spannmålsgatan

Spannmålsgatan och trapporna uppför Övre Spannmålsgatan med dåvarande Kvarnbergsskolan i fonden. Foto från cirka 1902. Bildsamlingen vid Göteborgs stadsmuseum.

Spannmålsgatan är en gata inom stadsdelen Nordstaden i Göteborg. Den är cirka 350 meter lång, och sträcker sig från Övre Spannmålsgatan och Nedre Kvarnbergsgatan i Västra Nordstaden, korsar Torggatan och  Östra Hamngatan samt fortsätter genom Östra Nordstaden och köpcentret Nordstan till Nils Ericsonsgatan.

## Historik
Gatan fick namnet Spannemåls Gathon 1671, troligen efter ett spannmålsmagasin eller spannmålshandel vid gatan. Namnet kan också vara ett minne av Gustav II Adolfs ambitioner om att Göteborg skulle bli en stor exporthamn för spannmål och tävla med Amsterdam – förhoppningar som inte uppfylldes. Nuvarande stavning förekommer tidigast 1844. Namnet Spannmålsgatan förekommer inte någon annanstans i landet.